# 東京大学トロンボーンクラブ
東京大学トロンボーンクラブ（とうきょうだいがくトロンボーンクラブ）は、東京大学音楽部管弦楽団トロンボーンパートの現役、OB、OGから成るトロンボーンアンサンブルである。1978年に創設され、1979年の春、第１回定期演奏会が開催された。以降、年１回の定期演奏会を中心に活動している。レパートリーは古典からポップスまであり、過去には委嘱作品を演奏したこともある。
2009年には第30回記念定期演奏会が東京大学の安田講堂で開催されている。